# KAC 6x35mm PDW
KAC 6x35mm PDWは、ナイツアーマメント社によって設計された実験的なPDW（個人防御兵器）。短い銃身を持つため、その銃身に適する新しい弾薬を使用する。

## 概要
往来のPDWと同様に、KAC PDWはコンパクトで、サブマシンガンと同程度の軽量さ、より長い射程（戦闘射撃場（200-300m）のローエンド）を持つことを目的として開発された。PDWは主に、実戦部隊でなく、後方や非戦闘地域での活動を担当する部隊や非戦闘員に支給されるための小火器である。KAC PDWの銃身は10インチ（25cm）より短く、ストックをたたむと19.5インチ、全長は29.8インチ程度となる。現在アメリカ軍で採用されているM4カービンより1ポンド以上軽量で、反動は50%少ない。
同銃は、2006年にアルバカーキ（ニューメキシコ）で開催されたNDIA小火器シンポジウムで正式に持ち出された。初期のショットショーで、一部の作家はサンプルを公開して貰っている。同銃は現在生産されておらず、プロトタイプでのみ、その姿を見ることができる。

## デザイン
KAC PDWは、既製品の構成要素をそのデザインに組み込んでいる。下部のレシーバーは、弾倉とトリガーアッセンブリーを除いて、基本的に、シリーズ下部のレシーバーそのままである。これは、多くの射手にとってなじみのあるM16シリーズに近づけるためである。弾倉、上部レシーバーと発射機構は、ナイツアーマメント社による新規パーツで制作されている。

## 弾薬
KAC PDWは可倒式のストックと10インチの銃身を持つ。そのためKAC PDWは、アメリカ合衆国で標準的な5.56x45mm NATO弾よりも全長の短い6x35mm弾を使用する。6mmの弾薬は5.56mmと比べ、わずかに大きな弾頭を備えている。そして、6x35mm弾は標準的な5.56mmの弾（65グレイン（4.2g）-62グレイン（4.0g）よりわずかに重い。
初速は、短い銃身から発射された5.56mm弾よりわずかに速く、ナイツアーマメント社は6x35mm弾が2,425フィート/s（739m/s）の銃口初速になると主張している。10インチ（250mm）バレルの銃身より大きい直径、かつ短い6mmの弾薬は、これらより短い銃身のために最適化されており、ライフルサイズの銃身では能率的に作動しない。
10インチコルトコマンドの銃身から発射される5.56mm弾は、NATO弾薬のためナイツのものに要求される速さの間に相違がある（2,400フィート/s（730m/s）、792フィート·lbf（1,074J）。
そして、他のM16メーカーに定められた銃口初速（2,627フィート/s（801m/s）、950フィート·lbf（1,290J）と比べても、エネルギーと速さに相違がある。

## メカニズム
KAC PDWはボルトを動かすために銃身から送られる熱いガスを使い動く2つのガスピストンを持っている。そして、ボルトキャッチは左右適切な位置にあり、2つのガスピストンの間にシングルメインスプリングがある。ボルト自体は、AK-47タイプ回転ボルトと類似していると言われている。